# Psednos micruroides
Psednos micruroides és una espècie de peix pertanyent a la família dels lipàrids.

## Descripció
- Fa 3,1 cm de llargària màxima.
- Nombre de vèrtebres: 43.[5]

## Hàbitat
És un peix marí i batipelàgic que viu entre 0-900 m de fondària.

## Distribució geogràfica
Es troba a l'Atlàntic nord-oriental: el sud-est de Groenlàndia.

## Observacions
És inofensiu per als humans.